# 서울을지초등학교
서울을지초등학교는 대한민국 서울특별시 노원구 중계동에 위치한 공립 초등학교이다.

## 학교 연혁
- 1994년 4월 22일 서울을지국민학교 개교
- 1994년 11월 24일 강당 겸 체육관 증축 개관
- 1996년 3월 1일 현재 교명으로 변경
- 19육부 장관 내교
- 2011년 11월 30일 을지 명예의 전당 개관
- 2012년 3월 24일 본관 필로티 공간 천정개선공사, 외벽게시판, 학교명 제작 설치
- 2012년 5월 22일 체육자료실 1동 신축, 교문개선공사, 운동장진입로 개선, 주차장 확장
- 2016년 2월 15일 제22회 졸업식(395명)
- 2017년 2월 14일 제23회 졸업식(395명)
- 2018년 2월 13일 제24회 졸업식(319명)
- 2019년 2월 14일 제25회 졸업식(349명)
- 2019년 8월 27일 교실 도색공사 및 바닥공사
- 2019년 9월 1일 제9대 이광호 교장 부임
- 2020년 1월 28일 학교 방송기자재 디지털 선진화
- 2020년 2월 12일 제26회 졸업식(383명)

## 상징
- 교화(校花) - 장미 : 장미는 어린이들의 푸른 꿈과 높은 뜻을 이루기 위해 열심히 노력하고 최선을 다하는 을지 꿈나무들의 올 곧은 마음과 정열, 패기를 나타낸다.
- 교목(校木) - 느티나무 : 느티나무는 장수와 희망을 상징하는데, 우리 학교의 영원한 발전과 우리 을지 어린이들의 밝고 건강한 미래를 나타낸다.

## 참고 자료
- 서울을지초등학교 - 한국교육학술정보원 학교알리미